# سنترال دي ميناس
سنترال دي ميناس بلدية في ولاية ميناس جيرايس في المنطقة الجنوبية الشرقية من البرازيل.